# Ibrahim Starova

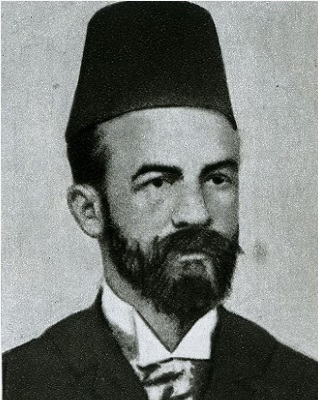
Ibrahim Temo

Ibrahim Starova (auch Ibrahim Temo; * 1865 in Struga als Ibrahim Ethem Sojliu; † 5. August 1945 in Constanța) war ein osmanischer Politiker albanischer Herkunft.
Starova und vier andere osmanische Intellektuelle (darunter Abdullah Cevdet) gründeten 1899 in der militärmedizinischen Akademie in Istanbul die Geheimorganisation İttihad-ı Osmani Cemiyeti (später das Komitee für Einheit und Fortschritt). Dieses Komitee war die treibende Kraft hinter der Jungtürkischen Revolution 1908 gegen den Herrscher Abdülhamid den Zweiten.
Starova war Mitglied der Gesellschaft für Druck albanischer Schriften (albanisch Shoqëri e të shtypuri shkronja shqip). Sein Bruder Nuri Sojliu war Mitunterzeichner der albanischen Unabhängigkeitserklärung.
Die Mittelschule in seinem Geburtsort Struga ist nach Ibrahim Temo benannt.